# Mercedes-Benz EQE
Unter der Bezeichnung Mercedes-Benz EQE werden seit 2022 eine batterieelektrisch angetriebene Limousine (V 295) und ein batterieelektrisch angetriebenes SUV (X 294) der Mercedes-Benz Group angeboten. Die im gleichen Marktsegment positionierten Verbrennermodelle vermarktet Mercedes-Benz als E-Klasse bzw. als GLE.

## Modelle des EQE

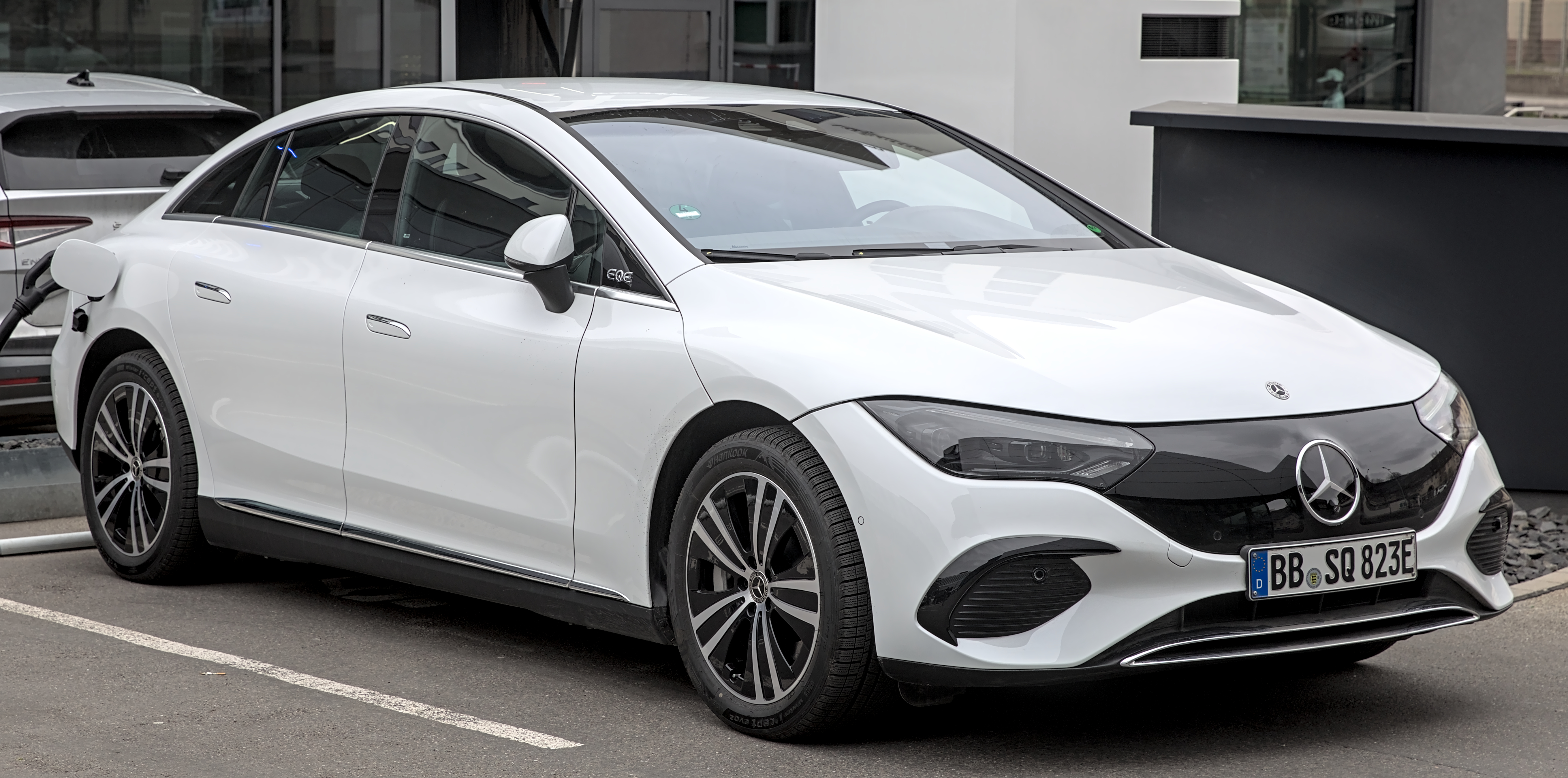
Mercedes-Benz V 295 (seit 2022)
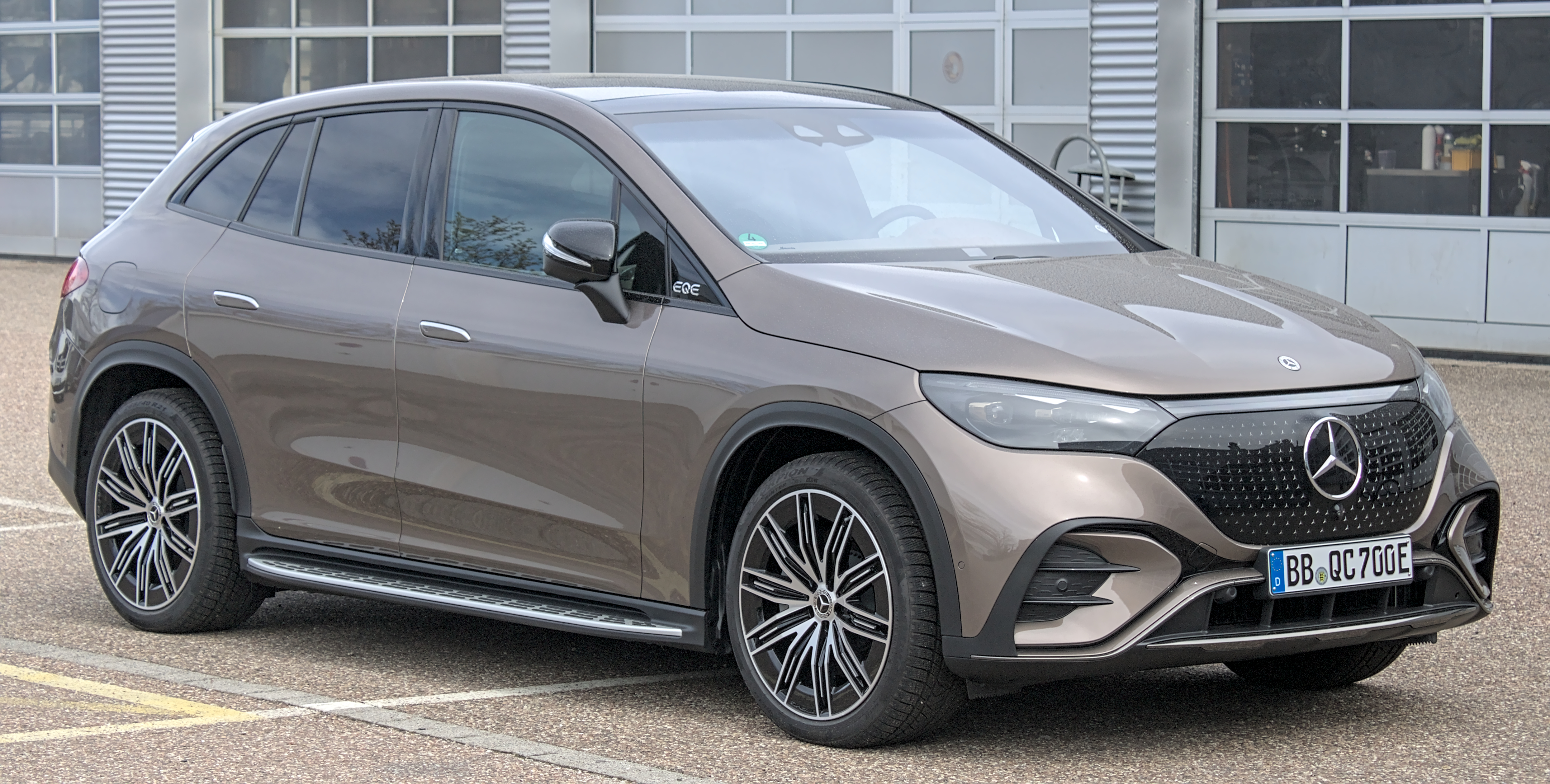
Mercedes-Benz X 294 (seit 2022)